# Heinrich Rehder

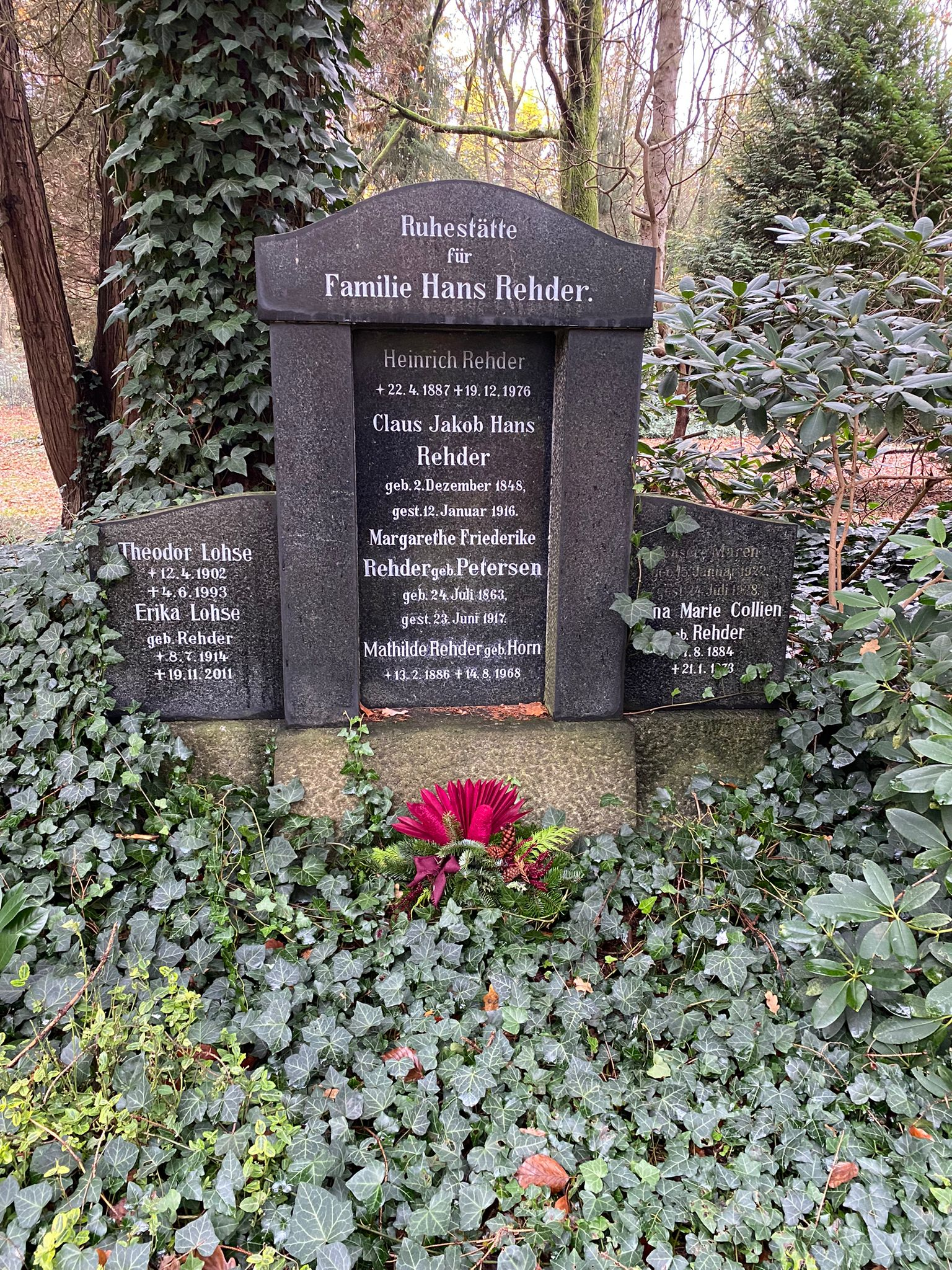
Grabstätte auf dem Friedhof Ohlsdorf

Heinrich Rehder (Heinrich Wilhelm Rehder; * 22. April 1887 in Hamburg; † 19. Dezember 1976 ebd.) war ein deutscher Sprinter.
Bei den Olympischen Spielen 1908 in London schied er über 100 Meter im Vorlauf aus.
Seine persönliche Bestzeit über 100 Meter von 10,8 s stellte er am 30. Juni 1907 in Hamburg auf.
Heinrich Rehder ruht auf dem Friedhof Ohlsdorf in seiner Geburtsstadt. Die Grabstätte liegt im Planquadrat ZY 14. 